# Sweets (姫宮みらんとチョコレートロッカーズのアルバム)
『Sweets』（スウィーツ）は、姫宮みらんとチョコレートロッカーズのミニアルバム。2009年12月23日にジェネオン・ユニバーサルから発売された。

## 概要
姫宮みらんとチョコレートロッカーズ（生天目仁美）のミニ・アルバム。テレビアニメ『乃木坂春香の秘密』のオープニングテーマを含めた6曲が収録されている。ジャケットには、姫宮みらんが描かれている。

## 収録曲
1. 挑発Cherry Heart [4:04]
作詞：くまのきよみ、作曲：若林充、編曲：草野よしひろ
  - テレビアニメ『乃木坂春香の秘密 ぴゅあれっつぁ♪』オープニングテーマ|
2. あいまいハニービーンズ [4:02]
作詞：くまのきよみ、作曲・編曲：藤末樹
  - PlayStation 2用ゲームソフト『乃木坂春香の秘密 こすぷれ、はじめました♥』オープニングテーマ
3. 誘惑ヴァイオレット [3:16]
作詞：くまのきよみ、作曲・編曲：大久保薫
4. とまどいビターチューン [4:04]
作詞：くまのきよみ、作曲・編曲：渡辺剛
  - テレビアニメ『乃木坂春香の秘密』オープニングテーマ
5. I sing… [4:25]
作詞：くまのきよみ、作曲・編曲：渡辺剛
6. 風になれ! Lacrosse Heart! 〜featuring Haruna〜 [4:40]
作詞：くまのきよみ、作曲・編曲：三浦誠司
  - テレビアニメ『乃木坂春香の秘密 ぴゅあれっつぁ♪』劇中アニメ ノクターン女学院ラクロス部 オープニングテーマ